# Todiramphus funebris
El alción sombrío (Todiramphus funebris) es una especie de ave coraciforme de la familia Halcyonidae endémica de la isla de Halmahera de las Molucas septentrionales, en Indonesia.

## Descripción
El color de sus alas y cola varía del pardo negruzco al pardo oliváceo, mientras que sus partes inferiores, cuello y garganta son blancas. La parte superior de su cabeza es negra y presenta dos manchas blancas frente a sus ojos al igual que son blancas sus listas superciliares.